# Olšany (district de Klatovy)
Pour les articles homonymes, voir Olšany.
Olšany (en allemand : Wolschan) est une commune du district de Klatovy, dans la région de Plzeň, en République tchèque. Sa population s'élevait à 204 habitants en 2021.

## Géographie
Olšany se trouve à 11 km au nord-ouest de Horažďovice, à 25 km à l'est de Klatovy, à 42 km au sud-est de Plzeň et à 96 km au sud-ouest de Prague.
La commune est limitée par Kovčín au nord, par Kvášňovice à l'est, par Velký Bor, Maňovice et Pačejov au sud, et par Myslív à l'ouest.

## Histoire
La première mention écrite de la localité date de 1227.

## Galerie

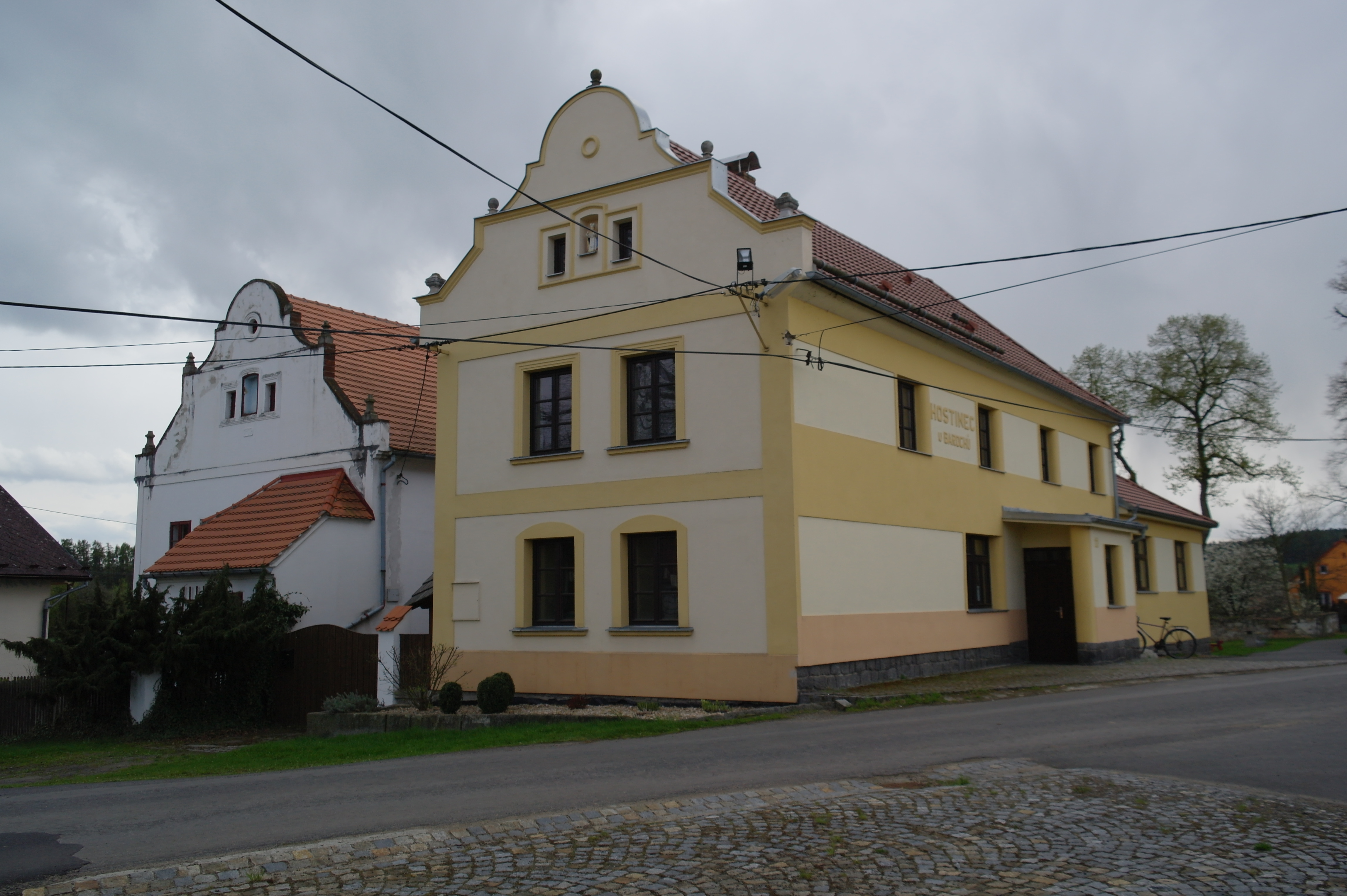
Centre d'Olšany.
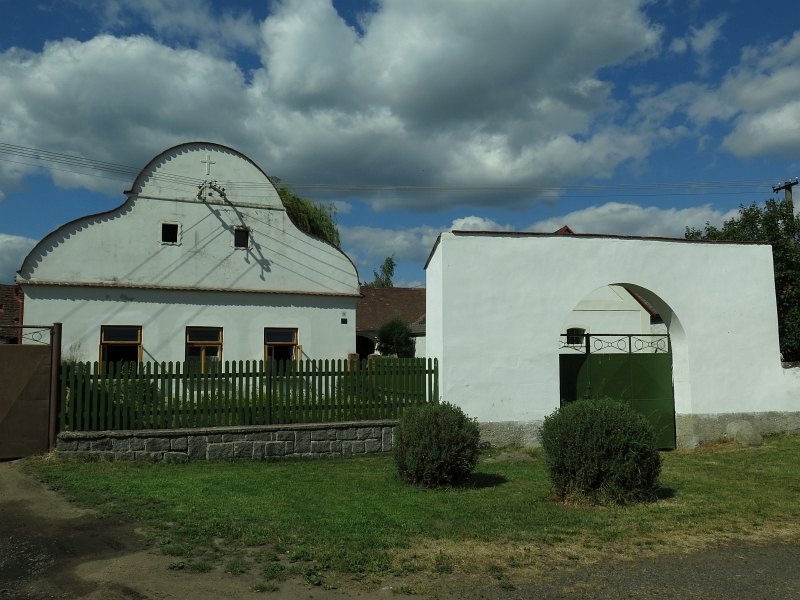
Maison à Olšany.

## Transports
Par la route, Olšany se trouve à 12 km de Horažďovice, à 29 km de Klatovy, à 49 km de Plzeň et à 114 km de Prague.